# 灰被杜鹃
灰被杜鹃（学名：Rhododendron tephropeplum）为杜鹃花科杜鹃花属下的一个种。

## 扩展阅读
維基物種上的相關：灰被杜鹃